# Palus du Moron
Pour les articles homonymes, voir Palus (homonymie) et Moron.
 (octobre 2012).
Les Palus du Moron sont une zone marécageuse française située en région Nouvelle-Aquitaine. 
Ils constituent un des marais de l'Estuaire de la Gironde. C'est un territoire de confluence entre la Dordogne et le ruisseau du Moron, correspondant à d'anciennes terrasses alluviales de la Dordogne. Consacré à l'agriculture, cet espace est dominé par les coteaux calcaires de Bourg et de Prignac-et-Marcamps.

## Écologie
Les palus du Moron sont répertoriés dans le réseau Natura 2000 comme sites importants pour la conservation d'espèces animales européennes menacées : le Vison d'Europe (Mustela lutreola), la Loutre d'Europe (Lutra lutra) et le Toxostome (Chondrostoma toxostoma) .

### Sources
- Marais Maritimes Et Estuaires Du Littoral Français .Ghirardi, Raymond. Belin. 2005
- Géographie Du Fleuve. Le Gouic, Gérard. Telen Arvor. 1979